# Wörterbuch der donauschwäbischen Fachwortschätze
Das Wörterbuch der donauschwäbischen Fachwortschätze erfasst und beschreibt Wortschatz der Handwerker und der Landwirtschaft der donauschwäbischen Dialekte. Das Wörterbuch konzentriert sich auf diesen Ausschnitt aus dem Gesamtwortschatz, da diese Bereiche für das Leben und die Erwerbstätigkeit der deutschsprachigen Bevölkerung in dieser Region repräsentativ sind. Die Beschränkung ist eine Voraussetzung für die absehbare Bearbeitung und Publikation der Bände. Sie ist auch deshalb notwendig, weil die donauschwäbischen Dialekte sich durch Flucht, Vertreibung und Auswanderung zunehmend auflösen, somit die Gewähsrleute bald nicht mehr zur Verfügung stehen.
Die Anordnung der Einträge ins Wörterbuch erfolgt alphabetisch, der Lemmaansatz ist neuhochdeutsch.

## Projekt
Für den Forschungsbereich Donauschwäbische Mundartforschung stellte sich angesichts der zunehmenden Auflösung der donauschwäbischen Sprachgemeinschaften die Aufgabe, die Mundarten in den donauschwäbischen Siedlungsgebieten, die Fachsprachen der Handwerker und der Landwirtschaft, die deutschen Stadtsprachen und die sprachlichen Interferenzen in Südosteuropa sowie die sprachliche Integration der ausgesiedelten Donauschwaben zu untersuchen und darzustellen. Das Projekt knüpfte zuerst an die Vorarbeiten und frühen Ziele der ungarndeutschen und Banater Mundartforschung an und sah die Dokumentation und wissenschaftliche Darstellung der donauschwäbischen Dialekte, vorrangig durch die Erarbeitung eines Donauschwäbischen Wörterbuchs und eines Sprachatlas (gemeinsam mit den Forschungsstellen in Budapest und Temeswar) als Fernziel vor, das durch Fachwörterbücher (ausgewählter Handwerke, der Landwirtschaft und der Volkskunde) vorbereitet werden sollte. Allerdings ließen es die Bestandsaufnahme der bis dahin vorliegenden Quellensammlungen und Literatur, die inzwischen unterbrochenen Forschungsansätze in der ungarndeutschen und rumäniendeutschen (Banater) Dialektforschung und die eigene Mittel- und Personallage sinnvoll und zweckmäßig erscheinen, das ursprüngliche Forschungsziel einzuschränken und die Projektarbeit auf einen begrenzten Bereich zu konzentrieren. Dafür wurde ein Wörterbuch der donauschwäbischen Fachwortschätze ausgewählt. Der Projektleiter Dr. Hans Gehl und seine damaligen Mitarbeiter widmeten sich seit 1987 vorrangig der Materialsammlung und -aufbereitung für die vorgesehenen Bände: Fachwortschatz der donauschwäbischen Handwerker (Bekleidungs- und Baugewerbe) und der Landwirtschaft; zusätzlich Nahrungsmittelgewerbe und volkskundliche Thematik.